# Tadeusz Kobyliński (1914–1961)

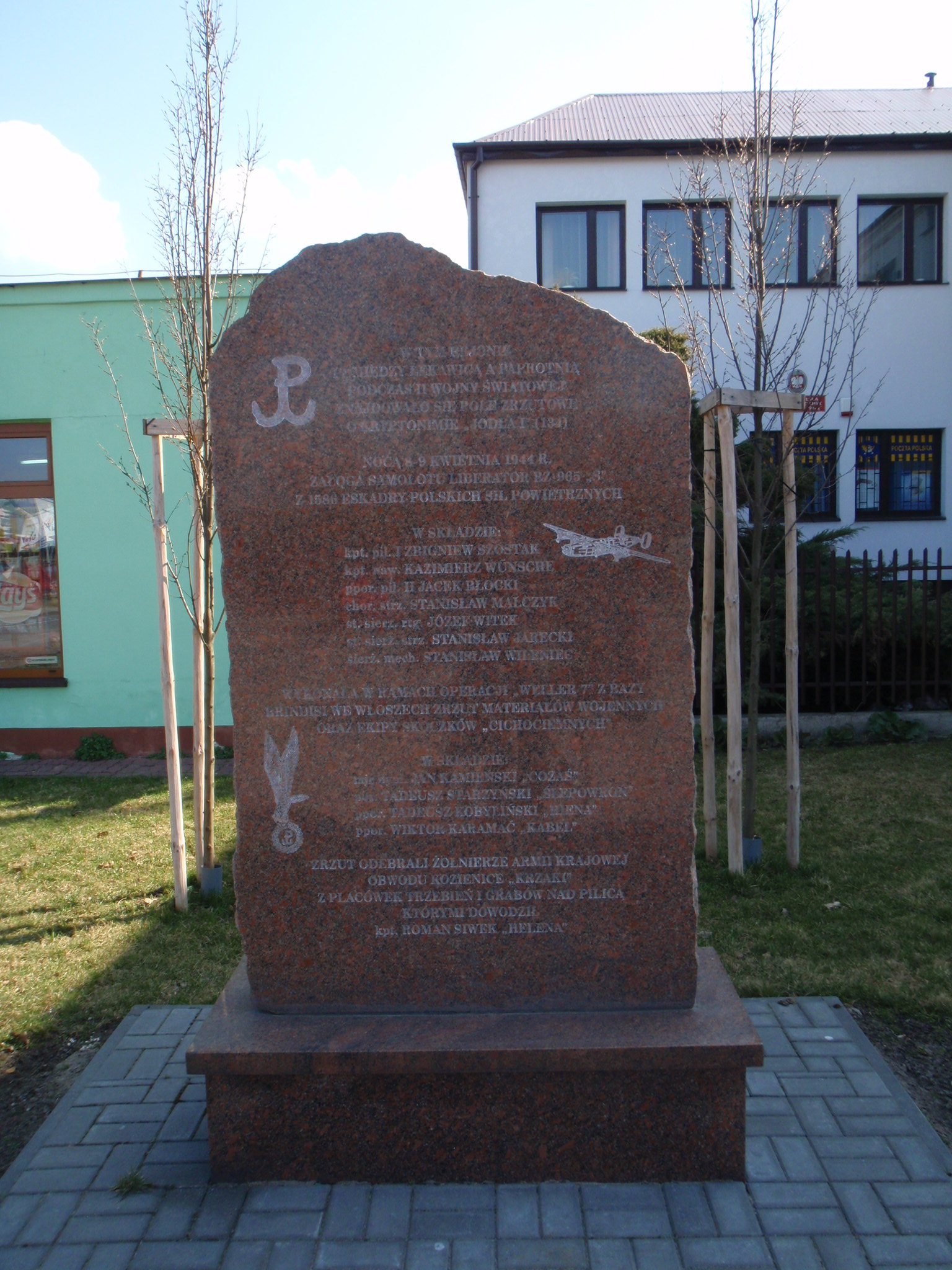
Tablica upamiętniająca zrzut cichociemnych w Grabowie nad Pilicą

Tadeusz Kobyliński ps. Hiena, Banaszkiewicz, przybrane nazwisko: Tadeusz Kołakowski (ur. 16 września 1914 w Ostrołęce, zm. 11 listopada 1961 w Londynie) – polski oficer służb specjalnych (VI Oddział Sztabu Naczelnego Wodza), cichociemny. Bracia Marian i Telesfor Kobylinskcy.

## Życiorys
Do 1939 roku służył w Policji Państwowej. W 1940 roku był żołnierzem 1 Dywizji Grenadierów. Następnie pracował w polskim wywiadzie na terenie Francji, Hiszpanii i Portugalii. 26 czerwca 1943 roku został zaprzysiężony jako żołnierz AK przez płk. Michała Protasewicza (szef Oddziału VI Sztabu Naczelnego Wodza). Na początku lipca 1943 roku przebywał na Gibraltarze. Był świadkiem katastrofy gibraltarskiej. W kwietniu 1944 roku został przerzucony na terytorium okupowanej Polski. Pracował w wywiadzie AK.
W 1945 ponoć dowodził grupą (miał wtedy stopień porucznika), która miała uwolnić rzekomo przetrzymywaną w wilii NKWD pod Moskwą córkę generała Władysława Sikorskiego – Zofię Leśniowską. Potem udał się do Ankony i później służył w wojsku brytyjskim. Zmarł 11 listopada 1961 roku w Londynie, pochowany na cmentarzu Gunnersbury.

## Ordery i odznaczenia
- Krzyż Srebrny Orderu Virtuti Militari
- Srebrny Krzyż Zasługi z Mieczami
- Krzyż Wojenny 1939–1945[1]

## Upamiętnienie
We wsi Grabów nad Pilicą, gdzie znajdował się rejon zrzutu cichociemnych, w tym Tadeusza Kobylińskiego, odsłonięto pomnik w postaci głazu z tablicą upamiętniającą operację „Weller 7”.